# Городская улица (Москва)
Городска́я у́лица (до 1922 года — Пожа́рная у́лица) — улица в Москве, в Даниловском районе.

## История
В начале XIX века это была окраина Москвы и на данном месте к 1813 году образовалось поле для конных скачек.
В начале 1840-х на месте поля организовали огороды для сотрудников полиции. На карте Москвы 1852 года А. Хотева появился в этом районе проезд Полицейские огороды. В XX веке примерно в 1912 году территорию бывших полицейских огородов разрезали с севера на юг от Варваринского проезда до Камер-Коллежского вала и назвали новую улицу Пожарной. Название дали видимо в честь пожарных, имевших тут, как и полицейские, свои огороды, так как в Российской Империи пожарные подчинялись местной полиции.
Современное название улица получила в 1922 году и заканчивалась у Серпуховского вала (часть переименованного после 1917 года Камер-Коллежского вала).

## Расположение
Расположена между улицей Шухова и Серпуховским Валом. Нумерация домов ведётся от улицы Шухова. Проходит параллельно улицам Мытной и Татищева. Пересекает улицы Лестева и Самаринскую, оканчиваясь тупиком. Сквозного проезда на Серпуховский Вал не имеет.

## Здания и сооружения
По нечётной стороне:
- № 7 — Детский сад № 1084, с ясельными и логопедическими группами.
- № 9 — Троллейбусная станция «Даниловская».

По чётной стороне:
- № 2 — Автошкола «Автофил».
- № 8 — ОАО Строительно-промышленная компания «Мосэнергострой».
- № 28 стр. 1 — 11-й Полк милиции Управления вневедомственной охраны при УВД ЮАО.

## Транспорт
- Станции метро «Шаболовская» и «Тульская».
- Автобус с910, остановка «Даниловская площадь».